# Aguna
Ne doit pas être confondu avec Agounah, statut d'une femme encore mariée  dans la religion juive, ni avec Agouna, la ville du Bénin.
L’aguna ou awuna est une langue gbe parlée au Bénin et au Togo.